# Carl Pleijel
Carl Gerhard Wilhelm Pleijel, född 3 december 1866 i Vimmerby, död 23 augusti 1937 i Stockholm, var en svensk apotekare och botaniker.
Carl Pleijel var son till gymnastikdirektören och underlöjtnanten Anders Wilhelm Pleijel. Efter läroverksstudier i Västervik blev han apotekselev 1852 och avlade farmacie studiosiexamen 1886 samt apotekarexamen 1889. Han tjänstgjorde därefter bland annat vid apotek i Öregrund, Västervik, Gamleby och Sollefteå samt innehade apoteket i Alvesta 1911–1920 och apoteket Enhörningen i Stockholm 1920–1936. Av Pleijels uppdrag märks, att han var ordförande i Smålandskretsen av Sveriges farmaceutförbund 1904–1908 och i Farmaceutiska föreningen 1921–1923, ledamot av apotekarebefordringsnämnden 1922–1927 och sekreterare i Apotekarsocietetens direktion 1921–1923. Han publicerade åtskilliga farmaceutiska och kemiska arbeten samt lämnade en rad bidrag till kunskapen om Sveriges fanerogamflora. Särskilt ägnade han sig åt vänderotssläktet, som han behandlade bland annat i Über Valeriana baltica... (1907), den av honom vid Västervik funna nya underarten och Skandinaviens samkönade Valerianaformer (1924).